# راز پنهان
راز پنهان نام یک مجموعه تلویزیونی به کارگردانی فلورا سام است که در رمضان ۱۳۹۱ از شبکه یک پخش شد.

## خلاصه داستان
راز پنهان داستان مردی است متأهل که به علت دوستان نابابی که در جوانی و دوران دانشجویی داشته، آلوده به خلافکاری و پولشویی می‌شود. وی در ادامه در اثر یک تصادف حافظه خود را از دست می‌دهد.

## بازیگران
- داریوش ارجمند
- پروانه معصومی
- محمود عزیزی
- علیرضا جلالی‌تبار
- کامران تفتی
- الهام حمیدی
- لیلا بلوکات
- جمال اجلالی
- شیوا خسرومهر
- حمیدرضا محمدی
- کاوه آشنا
- فاطمه دقاقی
- بهاره نیلی